# Orstom tropicus
Orstom tropicus – gatunek pająków z infrarzędu ptaszników i rodziny Barychelidae. Występuje endemicznie na Nowej Kaledonii.

## Taksonomia
Gatunek ten opisany został po raz pierwszy w 1994 roku przez Roberta Ravena na podstawie samic odłowionych w 1990 roku. Jako lokalizację typową wskazano Col des Rousettes.

## Morfologia
Holotypowa samica ma ciało długości 24 mm oraz karapaks długości 9,7 mm i szerokości 7,6 mm. Karapaks jest w zarysie prawie jajowaty, ubarwiony ciemnorudobrązowo, porośnięty delikatnymi, czarnymi włoskami. Jamki karapaksu są szerokie i silnie zakrzywione. W przeciwieństwie do O. aoupinie oczy pary tylno-bocznej są małe i niezmodyfikowane. Szczękoczułki są ciemnobrązowe, porośnięte czarnymi szczecinkami. Bruzda szczękoczułka ma 8 dużych zębów i 2–3 zęby mniejsze w zakrzywionym szeregu na krawędzi przedniej oraz 10 małych ząbków i od 10 do 15 ziarenek w części środkowo-nasadowej. Rastellum jest zupełnie zanikłe. Rudobrązowe szczęki zaopatrzone są w co najmniej setkę kuspuli umieszczonych w kątach wewnętrznych i w części tylnej. Warga dolna i sternum są rudobrązowe. Odnóża są brązowe, przednia ich para u samicy pozbawiona jest silnych kolców. Pazurki pierwszej i ostatniej pary odnóży mają po jednym lub dwóch ząbkach koło kila środkowego. Opistosoma (odwłok) jest z wierzchu brązowa z pięcioma parami rozjaśnień, zaś od spodu jednolicie brązowa. Genitalia samicy mają dwie spermateki, każda o formie stożkowatego guzka, z którego grzbietowej strony wychodzi wąski, falisty kanalik prowadzący do kulistawego płata.

## Ekologia i występowanie
Pająk ten występuje endemicznie w południowej części Prowincji Północnej Nowej Kaledonii, gdzie zasiedla wyłącznie lasy deszczowe na górze Col des Rousettes. Stwierdzony został na wysokości 490 m n.p.m.
Kopie on wyściełane pajęczyną norki w glebie i butwiejących pniach paproci drzewiastych. Ich jedyne wejście zamknięte jest pergaminowym wieczkiem z zawiasem zlokalizowanym po górnej stronie.
Do ptaszników występujących z nim sympatrycznie należą zaliczane do tej samej rodziny Barychelus complexus, Barycheloides chiropterus i Encyocrypta berlandi.